# EOS.IO
EOS.IO — блокчейн із підтримкою смарт-контрактів для створення децентралізованих додатків. Основою блокчейну є криптовалюта EOS.
На 26 липня 2018 року EOS, з капіталізацією понад 7,5 млрд доларів, займав п'яте місце за капіталізацією серед усіх криптовалют.
У 2019 році агентство Weiss Ratings присвоїло криптовалюті найвищу оцінку «A». EOS вважають конкурентом Ethereum в спробі стати «основою нового інтернету»..
У липні 2020 криптовалюта EOS з'явилася на українській криптовалютній біржі BTC TRADE UA (також вона торгується із 2018 року на іншій біржі — KUNA). Її ціна встановилася на рівні 2.2-2.6 у парі EOS/USDT. На той момент капіталізація валюти впала до 2,4 млрд доларів, це одинадцяте місце за капіталізацією серед усіх криптовалют.

## Історія
Згідно специфікації, опублікованій в 2017 році, платформа була розроблена приватною компанією block.one. Реліз програми з відкритим початковим кодом відбувся 1 червня 2018 року.
Перша тестова мережа проекту носила назву Dawn 1.0 і була запущена 3 вересня 2017 року. Наступні версії тестової мережі: Dawn 2.0, запущена 4 грудня 2017 року.; Dawn 3.0, запущена 25 січня 2018 року.; Dawn 4.0, запущена 7 травня 2018 року.
У червні 2017 року платформа EOS.IO була представлена публіці. 10 червня 2018 року спільнота запустила власну основну мережу.

## Критика
У дослідженні блокчейн-протоколів базового рівня бенчмаркінг-фірмою Whiteblock і ConsenSys говориться, що EOS не є блокчейном, а лише хмарним сервісом для обчислень, який не використовує криптографію і зберігає всі дані, пов'язані з операціями, у вигляді таблиці Chainbase.